# Sove
Sove (lat. Strigidae) porodica su ptica iz reda sovovki. 

## Životni prostor
Šumske sove obitavaju na području srednje Europe u bjelogoričnim i miješanim šumama. Susrećemo ju i u parkovima, vrtovima, starim grobljima te u blizini čovjekovih prebivališta. Nemaju "uški".

## Hrana i lov
Sove uglavnom love noću, pažljivo vrebaju svoj plijen a kada ga ugledaju gotovo nečujno se spuste i napadnu. Sovino perje je vrlo mekano, a posebno je prilagođeno perje na krilima koje na prednjem kraju ima nazubljen rub. Sve to zajedno pomaže da sovin let bude potpuno nečujan te ju učini vještim lovcem. Ona čuje tako dobro da položaj plijena može odrediti sluhom, tako da može loviti i u potpunom mraku. Prehrana joj je raznolika, lovi male sisavce, ptice, vodozemce i kukce.

## Razmnožavanje
Pare se jednom godišnje u proljeće, i parovi ostaju zajedno cijeli život. Udvaranje započinje u veljači i iskazuje se glasnim lupanjem kljunom i tihim lepetanjem krilima. Prikladna mjesta za gniježđene ženka bira u dupljama starih stabla ili praznim gnijezdima drugih grabljivica. Ženka snese 2-5 jaja te sama sjedi na njima dok joj mužjak samo donosi hranu. Mali ptići nakon izleganja u gnijezdu ostaju pet tjedana i tek onda počinju polijetati. Kada postanu samostalni majka ih tjera iz gnijezda tako da moraju potražiti svoje vlastito područje.

## Oči
Imaju krupne, izbuljene i okrugle oči na prednjoj strani glave koje im omogućavaju da dobro procjene udaljenost i brzinu plijena. Imaju 100 puta bolji vid od čovjeka. Oči sova su nepokretne, kao i u većine ptica, te moraju okretati glavu da bi preusmjerile pogled. Glavu mogu okrenuti i do 180°, dok se za neke tvrdi da mogu i do 270°. 
Sove mogu gledati na jako velikim udaljenostima, posebno noću. S druge strane, ne mogu vidjeti ništa što je bliže od desetak centimetara.

## Sluh
Dok druge ptice imaju, po pravilu, male okrugle slušne otvore, u sova su ti otvori okomito izduženi i gotovo dugi skoro koliko i sama glava. Međutim, slušni otvori im nisu smješteni simetrično - desni je malo iznad lijevog. Ta asimetrija je od vrste do vrste manje ili više izražena, ali postoji kod svih. Osim toga, mnoge sove imaju upadljiv „veo“ oko očiju od paperjastog vjenca koji usmjerava zvuk prema ušima. Zajedno s pernatim ušima, taj veo im služi za pokazivanje raspoloženja i često su upadljive boje. Ulogu slušnih školjki igraju kratka i tvrda pera koja su smještena ispred i iza slušnog otvora i pomažu pri određivanju smjera zvuka. Iz istog razloga, sove imaju širu lubanju nego većina ptica.                                                                                                                                                                                                                                              

## Utjecaj sove na kulturu
U mnogim dijelovima svijeta, sove su povezivane sa smrću i nesrećom, vjerojatno zbog njihovog noćnog života i karakterističnog hukanja. Međutim, u nekim dijelovima svijeta sove su bile povezivane s mudrošću i uspjehom, često prikazivane kao božji ljubimci.
U Starom Egiptu, lik sove se koristio za označavanje slova „m“. Ovaj hijeroglif je obično bio crtan tako da bi sova izgledala polomljenih nogu „da grabljivica ne bi oživjela“.
U Keniji, pripadnici plemena Kikuju su vjerovali da je sova znak smrti i da, ako čovjek vidi sovu, netko će umrijeti.
Među urođenicima američkih kontinenata (npr. u plemenu Hopi u SAD), sove su često bile povezivane sa zlom i vještičarenjem. Poput pera orla, religijsko posjedovanje pera sove je regulirano federalnim zakonom.
Civilizacije Asteka i Maya, kao i drugi urođenici Srednje Amerike, su sovu smatrali simbolom smrti i uništenja. Čak, astečki bog smrti, Miktlantekuhtli, je obično prikazivan u obliku sove. Na španjolskom jeziku postoji izreka "cuando el tecolote canta, el indio se muere" („kada sova zapjeva, Indijanac umre“). Reč „tecolote“ znači „sova“ i koristi se u nekim dijelovima Meksika, iako je ispravna riječ za sovu u španjolskom jeziku „buho“.
Pripadnici plemena Mohe u starom Peruu su obožavali sovu i često je slikali u umjetnosti.
U japanskoj kulturi, na sove se gledalo kao na negativne ili pozitivne pojave. Ponekad su predstavljale božanske glasnike, dok su tipične i rogate sove predstavljale đavolske simbole.
U indijskoj kulturi, bijela sova se smatra ljubimcem Lakšmi, boginje bogatstva, i stoga se smatra vjesnikom uspeha. Tu sova, kao simbol mudrosti, predstavlja i sastavni dio grba indijske Vojne akademije. U kolokvijalnoj upotrebi, međutim, taj se simbol često koristi da označi glupost.
U grčkoj mitologiji, sove su obično povezivane s boginjom Atenom, boginjom pticom, koja se povezivala s mudrošću, umjetnošću i raznim sposobnostima i, posljedično, i sove su povezivane s mudrošću. Nezvanično, sove predstavljaju maskotu Mense. 
Atenski novac, iskovan poslije 449. prije n.e. s likom boginje Atene na prednjoj strani i predstavom sove na reversu.
Rimljani, pored toga što su nasljedili grčka vjerovanja u vezi sa sovama, su ih povezivali i sa smrću. Zbog toga, sova je predstavljala loš znak.
Poput toga, u rumunjskoj kulturi, žalosni huk sove je značio predskazanje smrti nekog u blizini.
U Finskoj sova, paradoksalno, predstavlja i znak mudrosti i znak gluposti (vjerojatno zbog svoje izbuljenosti).

## Rodovi
- Aegolius
- Asio
- Athene
- Bubo
- Ciccaba
- Glaucidium
- Gymnoglaux
- Jubula
- Lophostrix
- Megascops
- Micrathene
- Mimizuku
- Nesasio
- Ninox
- Otus
- Pseudoscops
- Ptilopsis
- Pulsatrix
- Pyrroglaux
- Strix
- Surnia
- Uroglaux
- Xenoglaux

Izumrli
- Mascarenotus -, 3 vrste (izumrla c.1850)
- Sceloglaux  (izumrla 1914?)

predpovijesni
- Grallistrix
- Ornimegalonyx

Fosili
- Mioglaux
- Intutula
- Alasio

## Vanjske poveznice
- Owl
- Vrste sova
- Opcenito o sovama
- Centar za sove
- Svijet sova
- Promatranje ptica - sove